# Petrus Hedlund

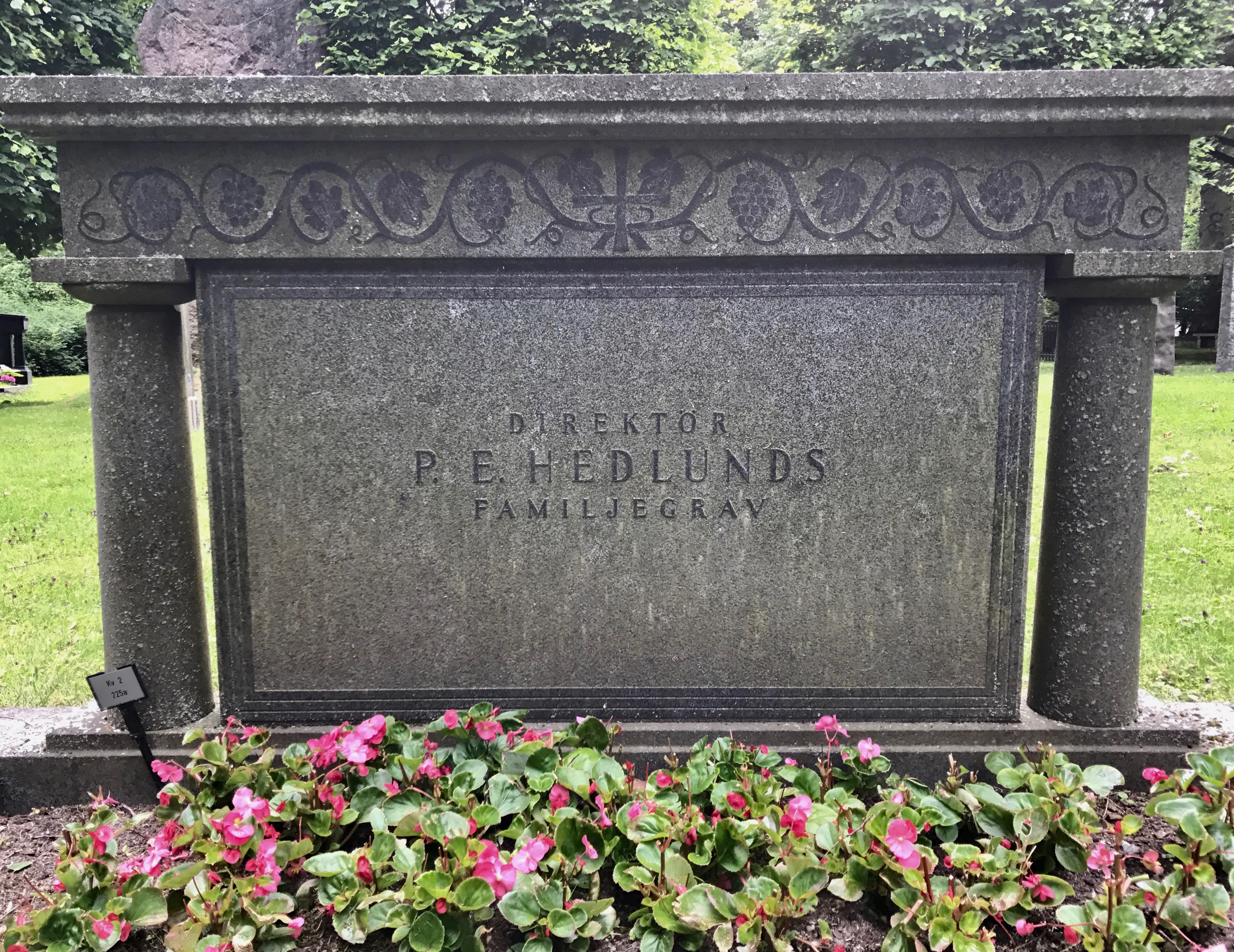
Gravvård Norra Begravningsplatsen

Petrus Emanuel Hedlund, född 17 april 1882 i Ransäters socken, död 3 juni 1962 i Stockholm, var en svensk företagare.
Petrus Hedlund var son till bruksbyggmästaren vid Munkfors järnbruk Jonas Olsson. Petrus sattes som 12-årig i smideslära, arbetade därefter en tid som smed men blev därefter ritare vid brukets kontor. 1900-1905 genomgick han Tekniska skolan och arbetade samtidigt som bokhållare vid F R Carlssons mekaniska smidesverkstad och var verksmästare där 1902–1911. Då Petrus Hedlunds yngre bror Jonatan Hesekiel Hedlund 1911 återkom efter att en tid vistats i USA beslutade sig bröderna att tillsammans grunda en egen smidesverkstad tillsammans, och samma år grundade de Bröderna Hedlunds smidesverkstad. Petrus var den som skötte kontorsverksamheten medan brodern Jonatan Hesekiel ledde det praktiska arbetet i verkstaden. 1918 ombildades firman till aktiebolag med Petrus Hedlund som VD och styrelseordförande, poster han innehade fram till 1951. Petrus Hedlund var även kyrkofullmäktige, kyrkoråd och kyrkvärd i Sankt Matteus församling 1932–1957.